# 都柏林市政厅

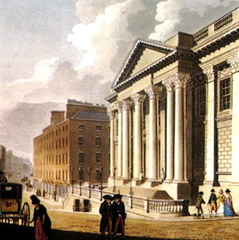
18世纪的皇家交易所

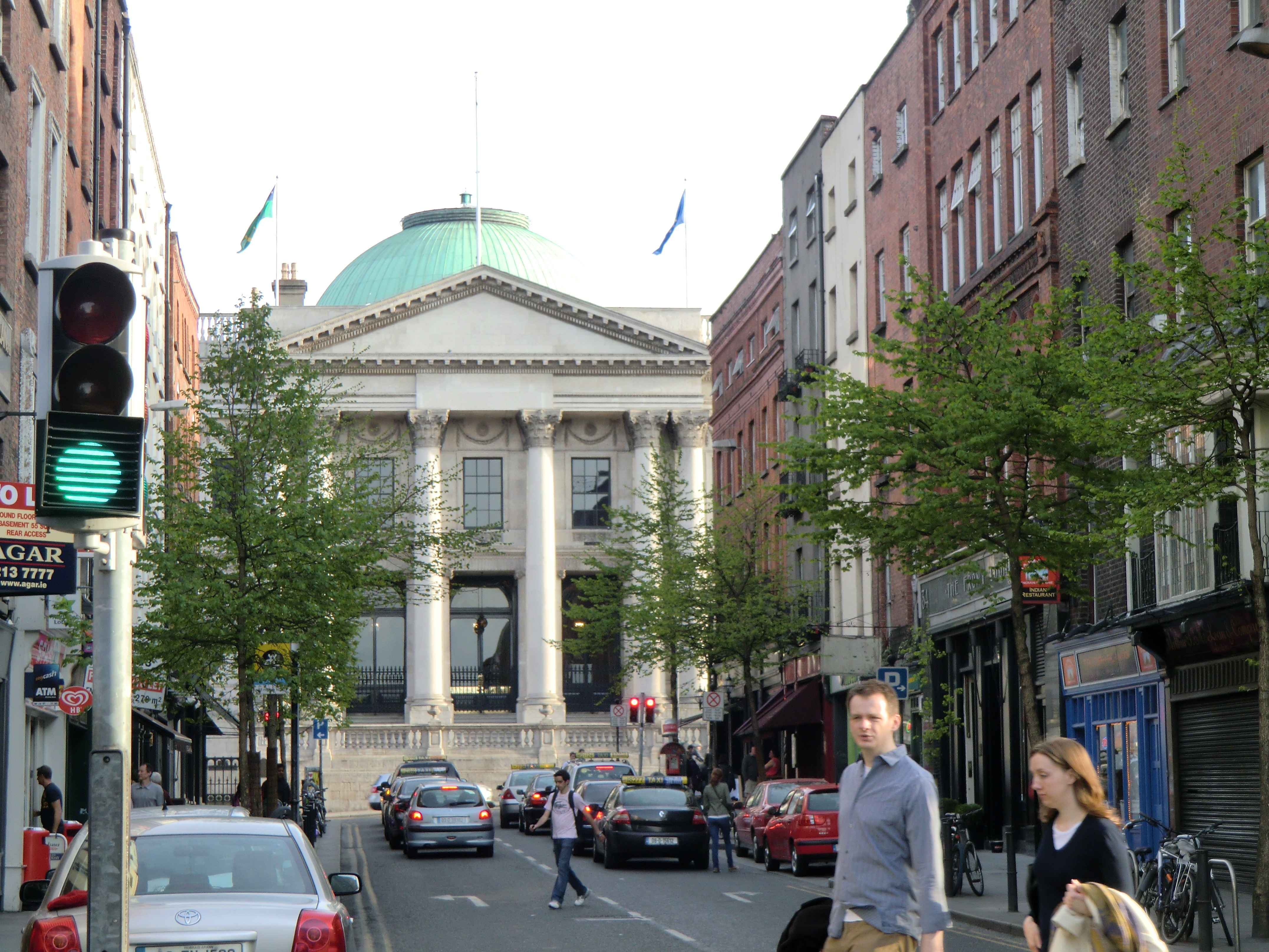
都柏林市政厅与议会街

都柏林市政厅（英语：City Hall, Dublin；爱尔兰语：Halla na Cathrach, Baile Átha Cliath）原为为“皇家交易所”，是爱尔兰都柏林的一座历史建筑，建于1769年到1779年，由建筑师托马斯·库利设计。
都柏林市政厅位于城市的南侧的议会街尽头，毗邻1922年以前英国政府在爱尔兰的中心都柏林城堡。议会街建成于1753年，为利菲河北岸的卡佩尔街（英语：Capel Street；爱尔兰语： Sráid Chéipil）的延续， 跨越新拓宽的埃塞克斯桥，因此交易所是一条长街的对景。
皇家交易所拥有庞大的尺寸和精细的配件，反映都柏林在18世纪的地位和威信。这座新古典主义建筑包括一个中央入口大厅，有一个巨大的圆顶，由12根圆柱支撑，其周围可供商人漫步和 讨论商务。
该建筑的功能是为都柏林商人提供一个聚会场所，可以在此买卖货物和票据。它也接近当时的海关大厦，位于今日的克拉伦斯酒店处，方便了海外客商。建筑的费用由爱尔兰议会提供，者体现在缩写“SPQH”，意为“爱尔兰的参议院和人民”。
市政府原本坐落在西面四分之一英里的托马斯街中世纪的Tholsel，而在此之前，在“Thingmount”，现在是萨福克街。在18世纪会议在南威廉街举行。
1815年，交易所的金属栏杆因人群拥挤而跌落，导致九人死亡，许多人受伤。因此在此建筑中的人群限制人数。
在19世纪50年代，都柏林市议会购买了皇家交易所，将其转换为市政府使用。1852年9月30日，皇家交易所更名为市政厅，都柏林市议会的第一次会议于在那里举行。后来补充一系列壁画，代表爱尔兰的各个地区。

## 现状

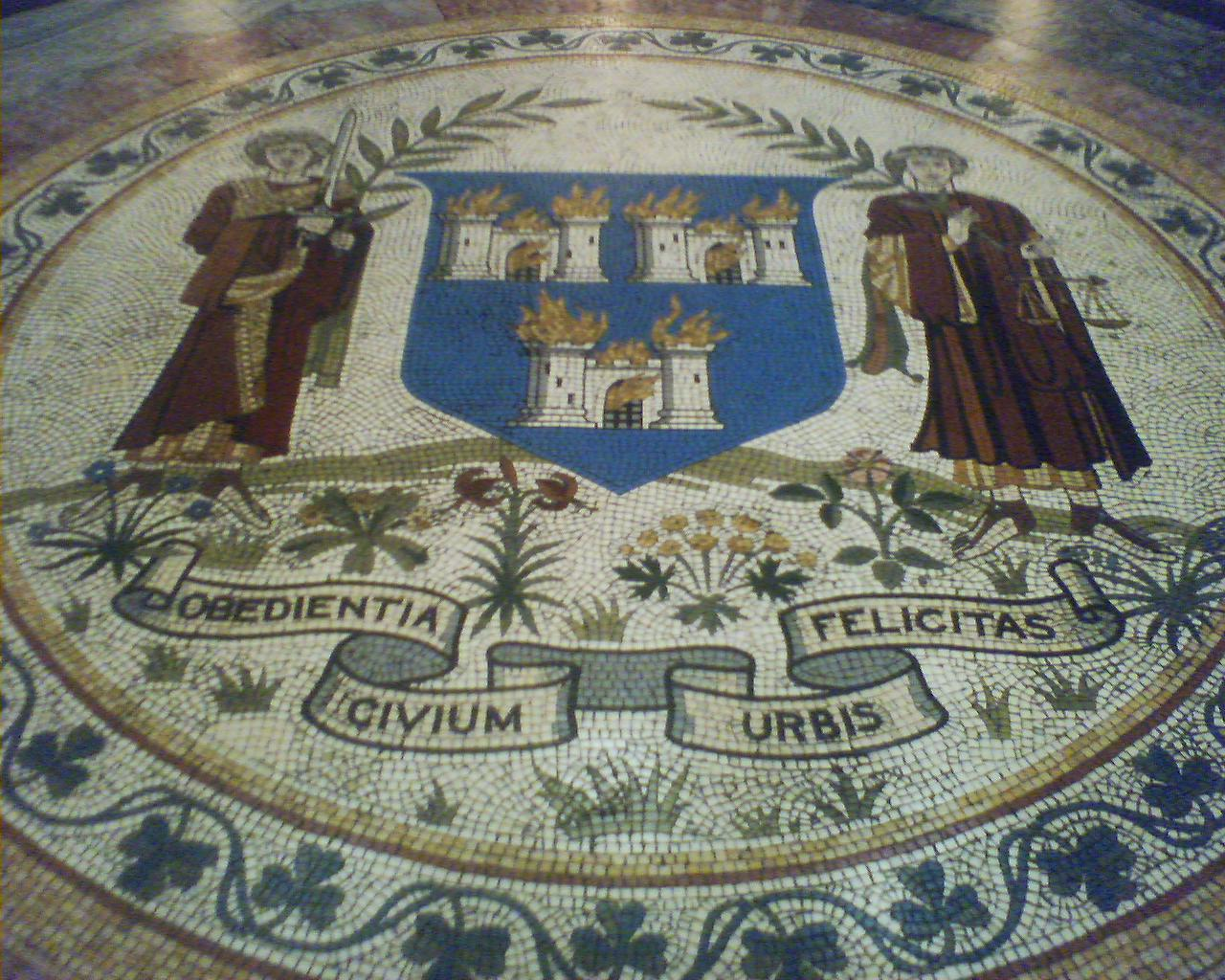
地板显示市徽和格言

21世纪初，该建筑恢复了18世纪的外观，都柏林市议会也因保护这个历史建筑而和获奖。
都柏林市议会的大多数工作人员在建于1979年的粗野主义建筑。
都柏林市议会在市政厅举行会议。